# Proptoza
Proptoza je izbočenje oka kroz otvor očne šupljine prema naprijed. U praksi je taj izraz rezerviran za slučajeve izbočenja oka koji nisu uzrokovani distireoidnom orbitopatijom (vidi egzoftalmus).

## Uzroci proptoze
Najčešći uzroci proptoze, osim distireoidne oftalmopatije, jesu: upale (celulitis orbite, dakrioadenitis, mukormikoza), tumori očne šupljine (leukoze, orbitalni meningeom, hemangiom, rabdomiosarkom, orbitalni dermoid, histiocitoza Langerhansovih stanica), ozljede (frakture stijenke očne šupljine).